# Боабријан (Квебек)
Боабријан (фр. Boisbriand) је град у Канади у покрајини Квебек. Према резултатима пописа 2011. у граду је живело 26.816 становника.

## Становништво
Према резултатима пописа становништва из 2011. у граду је живело 26.816 становника, што је за 1,3% више у односу на попис из 2006. када је регистровано 26.468 житеља. 
| 2006.  | 2011.  |
| ------ | ------ |
| 26.468 | 26.816 |